# Аріетта (Нью-Йорк)
Аріетта (англ. Arietta) — місто (англ. town) в США, в окрузі Гамільтон штату Нью-Йорк. Населення — 292 особи (2020).

## Демографія
Згідно з переписом 2010 року, у місті мешкали 304 особи в 134 домогосподарствах у складі 85 родин. Було 726 помешкань
Расовий склад населення:
| - 98,4 % — білих - 1,0 % — азіатів - 0,3 % — вихідців з тихоокеанських островів |

До двох чи більше рас належало 0,3 %. Частка іспаномовних становила 0,3 % від усіх жителів.
За віковим діапазоном населення розподілялося таким чином: 20,7 % — особи молодші 18 років, 56,9 % — особи у віці 18—64 років, 22,4 % — особи у віці 65 років та старші. Медіана віку мешканця становила 50,0 року. На 100 осіб жіночої статі у місті припадало 93,6 чоловіків;  на 100 жінок у віці від 18 років та старших — 92,8 чоловіків також старших 18 років.
Середній дохід на одне домашнє господарство  становив 71 227 доларів США (медіана — 57 750), а середній дохід на одну сім'ю — 79 800 доларів (медіана — 60 625). За межею бідності перебувало 1,9 % осіб, у тому числі 15,4 % дітей у віці до 18 років та 0,0 % осіб у віці 65 років та старших.
Цивільне працевлаштоване населення становило 71 особа. Основні галузі зайнятості: мистецтво, розваги та відпочинок — 19,7 %, публічна адміністрація — 11,3 %, освіта, охорона здоров'я та соціальна допомога — 9,9 %.